# Michael Kelly (actor)
Michael Joseph Kelly (Filadelfia, Pensilvania, 22 de mayo de 1969) es un actor de cine y televisión estadounidense, conocido por sus papeles en El intercambio, Amanecer de los muertos, Un ciudadano ejemplar, Destino oculto, Chronicle, la miniserie Generation Kill, así como su papel principal en el spin off de la serie de televisión Mentes criminales, titulada Mentes criminales: Comportamiento sospechoso. De igual forma interpretó a Doug Stamper en la adaptación estadounidense de House of Cards.
Se crio en Lawrenceville. Es hijo de Maureen y Michael Kelly. Tiene un hermano (Andrew) y dos hermanas (Shannon y Casey). Se graduó en el instituto Brookwood High School en Snellville (Georgia) y fue a la universidad de Coastal Carolina University en Carolina del Sur.

## Filmografía

### Cine
| Año  | Título                                    | Personaje               |
| ---- | ----------------------------------------- | ----------------------- |
| 1998 | Origin of the Species                     | Fisher                  |
| 1998 | River Red                                 | Frankie                 |
| 1999 | Man on the Moon                           | Michael Kaufman         |
| 2000 | El protegido                              | Doctor Dubin            |
| 2003 | E.D.N.Y                                   | Anderson Snyder         |
| 2004 | Amanecer de los muertos                   | CJ                      |
| 2005 | Loggerheads                               | George                  |
| 2005 | Carlito's Way: Rise to Power              | Rocco                   |
| 2006 | Champions (Out There)                     | Mitchell                |
| 2006 | Invincible                                | Pete                    |
| 2007 | Broken English                            | Guy                     |
| 2007 | Zoe's Day                                 | Dad                     |
| 2007 | Tooth & Nail                              | Viper                   |
| 2008 | El intercambio                            | Detective Lester Ybarra |
| 2008 | The Narrows                               | Danny                   |
| 2008 | Tenderness                                | Gary                    |
| 2009 | Un ciudadano ejemplar                     | Bray                    |
| 2009 | The Afterlight                            | Andrew                  |
| 2009 | Defendor                                  | Paul Carter             |
| 2009 | Did You Hear About the Morgans?           | Vincent                 |
| 2010 | Nice Tie, Italiano!                       | El americano            |
| 2010 | Fair Game                                 | Jack                    |
| 2011 | Destino oculto                            | Charlie Traynor         |
| 2012 | Chronicle                                 | Richard Detmer          |
| 2013 | Now You See Me                            | Agente Fuller           |
| 2013 | El hombre de acero                        | Steve Lombard           |
| 2015 | Everest                                   | Jon Krakauer            |
| 2015 | Secret in Their Eyes                      | Reginald Siefert        |
| 2016 | Viral                                     | Michael Drakeford       |
| 2018 | All Square                                | John                    |
| 2021 | Outside the Wire                          | Eckhart                 |
| 2023 | Transformers: el despertar de las bestias | Agente Burke            |

### Televisión
| Año       | Título                              | Papel                      |
| --------- | ----------------------------------- | -------------------------- |
| 1994      | Lifestories: Families in Crisis     | Aaron Henry                |
| 2000-2001 | Level 9                             | Wilbert 'Tibbs' Thibodeaux |
| 2000-2006 | Law & Order: Special Victims Unit   | Luke Dixon                 |
| 2001      | Third Watch                         | Chip Waller                |
| 2002      | The Shield                          | Sean Taylor                |
| 2002      | Law & Order                         | Douglas Carroll            |
| 2003      | Judging Amy                         | Jack Barrett               |
| 2004      | The Jury                            | Keen Dwyer                 |
| 2005      | Kojak                               | Detective Bobby Crocker    |
| 2006-2007 | The Sopranos                        | Agente Ron Goddard         |
| 2007      | CSI: Miami                          | Lucas Wade                 |
| 2008      | Generation Kill                     | Cpt. Bryan Patterson       |
| 2008      | Fringe                              | John Mosley                |
| 2009      | Washingtonienne                     | Paul Movius                |
| 2010      | Criminal Minds                      | Jonathan "Prophet" Sims    |
| 2011      | Law & Order: Criminal Intent        | Terrence Brooks            |
| 2011      | Criminal Minds: Suspect Behavior    | Jonathan "Prophet" Sims    |
| 2011      | The Good Wife                       | Mickey Gunn                |
| 2011-2013 | Person of Interest                  | Mark Snow                  |
| 2013-2018 | House of Cards                      | Doug Stamper               |
| 2016      | Black Mirror (T3: Men Against Fire) | Arquette                   |
| 2017      | Taboo                               | Dr Edgar Dumbarton         |
| 2017      | The Long Road Home                  | Gary Volesky               |
| 2018      | Jack Ryan                           | Mike November              |
| 2020      | The Comey Rule                      | Andrew McCabe              |